# 受相応
「受相応」（じゅそうおう、巴: Vedanā-saṃyutta, ヴェーダナー・サンユッタ）とは、パーリ仏典経蔵相応部に収録されている第36相応。

## 構成
3品31経から成る。
1. Sagāthā-vaggo --- 全10経
2. Rahogata-vaggo --- 全10経
3. Aṭṭhasata-pariyāya-vaggo --- 全11経

## 日本語訳
- 『相応部 六処篇 II』（パーリ仏典 3-8）片山一良訳 大蔵出版
- 『南伝大蔵経・経蔵・相応部経典4』（第15巻）立花俊道訳 大蔵出版
- 『原始仏典II 相応部経典4』中村元監修 春秋社